# Neoliodes striatus
Neoliodes striatus är en kvalsterart som beskrevs av Warburton 1912. Neoliodes striatus ingår i släktet Neoliodes och familjen Neoliodidae. Inga underarter finns listade i Catalogue of Life.